# Regency TR-1

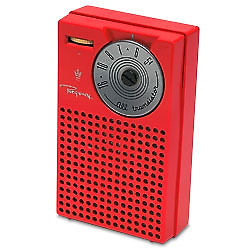
Una radio Regency TR-1.

La Regency TR-1 fue la primera radio a transistores que se fabricó. Se comenzó a comercializar en 1954 y fue muy novedosa dado su pequeño tamaño y su portabilidad. Se vendieron cerca de 150.000 unidades. Fue un dispositivo modelo en cuanto al uso de transistores en la electrónica de consumo puesto que anteriormente los transistores sólo se habían utilizado en aplicaciones militares o industriales.

## Historia
El desarrollo de la Regency TR-1 lo llevaron a cabo dos empresas: Texas Instruments, de Dallas, e Industrial Development Engineering Associates (I.D.E.A.) de Indianápolis. Hasta ese momento Texas Instruments producía instrumentación para la industria petrolera y dispositivos de localización para la Armada de los Estados Unidos.
En mayo de 1951 Texas Instruments había diseñado y construido un prototipo de radio a transistores y buscaba un fabricante de radios que ya estuviese establecido en el mercado para desarrollar y comercializar una radio que usase sus transistores. Ninguno de los fabricantes más importantes, incluyendo RCA, Philco y Emerson se mostraron interesados. El presidente de I.D.E.A., Ed Tudor, aprovechó la oportunidad de fabricar la TR-1 pensando que se venderían "20 millones de radios en tres años" La división de Regency de I.D.E.A. anunció la TR-1 el 18 de octubre de 1954 y la puso a la venta en noviembre del mismo año. Fue la primera radio a transistores de la que se fabricó un gran número de unidades.
Un año después del lanzamiento de la TR-1, las ventas se acercaron a 100.000 unidades.  El aspecto y el tamaño de la TR-1 fueron bien recibidos, pero las opiniones sobre su funcionamiento eran en general adversas.

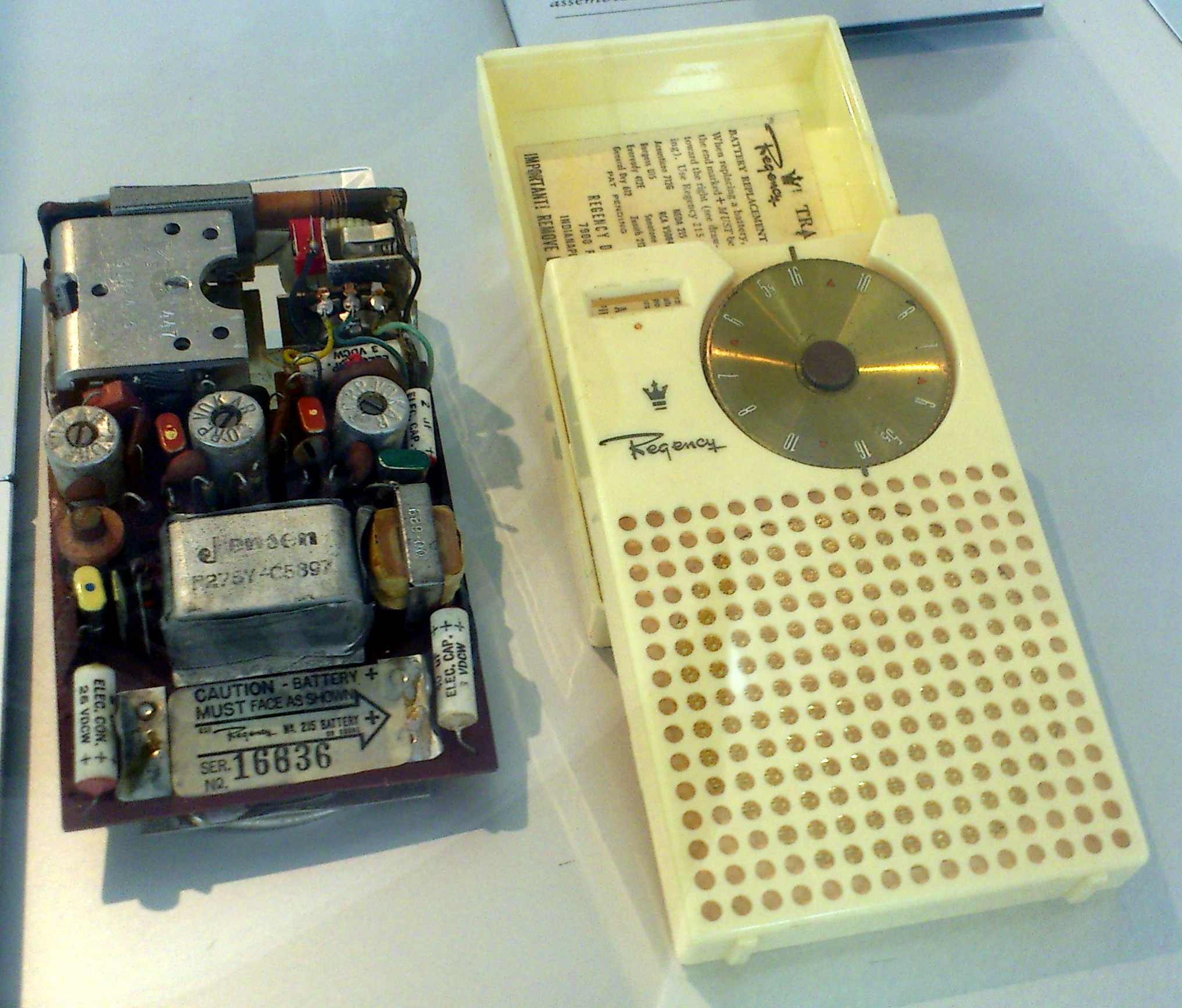
Interior de una Regency TR-1.

Los circuitos de la TR-1 eran una versión refinada del prototipo de Texas Instruments, con un número más reducido de partes, eliminando entre otras cosas un par de costosos transistores. Aunque esto reducía el volumen del audio, permitió que I.D.E.A. vendiese la radio con al menos un pequeño margen de ganancia. El precio inicial de la TR-1 en el mercado fue de 49,95 dólares (unos 400 dólares a la equivalencia de 2010).

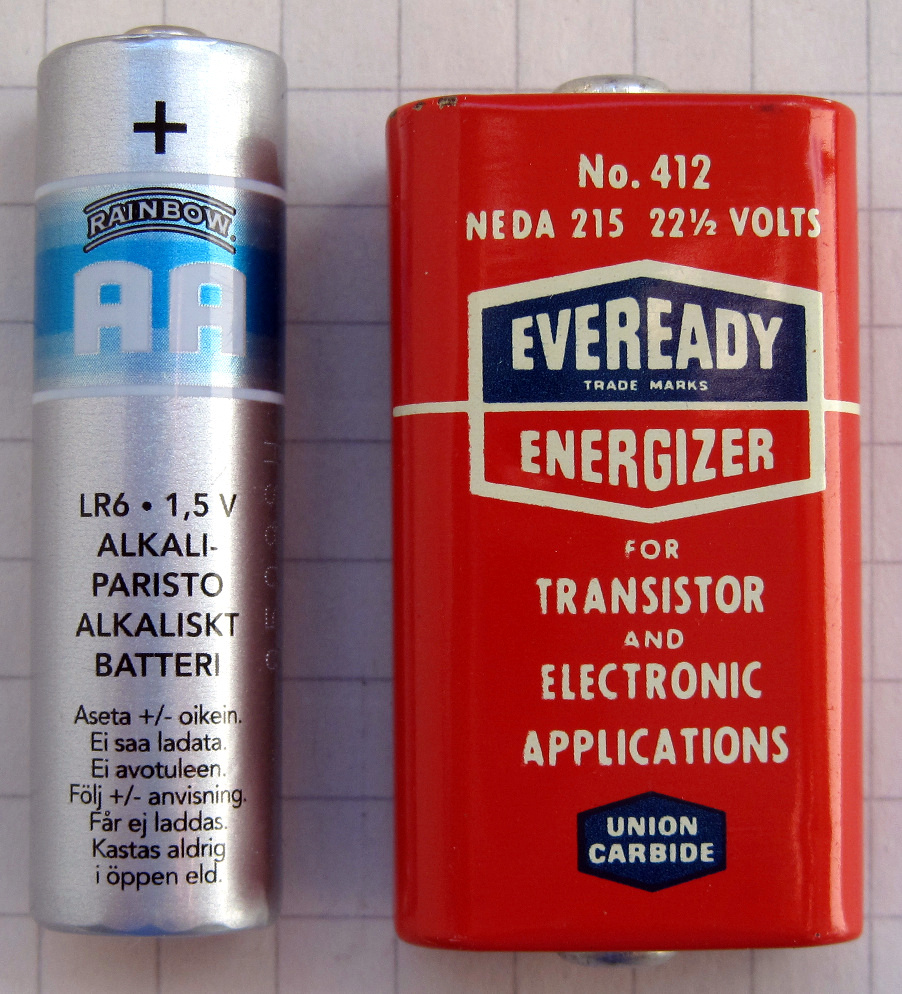
A la derecha una batería Eveready de 22,5 voltios como la usada por la TR-1, a la izquierda como referencia una pila actual de tamaño AA.

La TR-1 utilizaba transistores NPN de Texas Instruments, seleccionados a mano en grupos de cuatro. La energía la proporcionaba una batería de 22,5 voltios, ya que la única manera de conseguir un rendimiento adecuado de frecuencia de radio con los transistores de la época era operarlos cerca de su tensión de ruptura colector-emisor. El consumo de corriente de esta batería era de sólo 4 mA, lo que hacía que la batería durase entre 20 y 30 horas. Esto era mucho más que las pocas horas que duraban en las radios portátiles de válvulas. A pesar de este consumo reducido en relación con otras radios, el costo de usar la TR-1 era alto.
Aunque la radio recibió elogios por lo novedosa y por su pequeño tamaño, su sensibilidad y calidad de sonido estaban por detrás de sus competencia, las radios a válvulas. Una revisión de la TR-1 en la revista Consumer Reports recomendaba no comprarla, mencionado el alto nivel de ruido e inestabilidad en ciertas frecuencias.

## Diseño
I.D.E.A. encargó a la firma Painter, Teagua and Petertil el diseño del exterior de la radio. El mismo se creó en seis semanas a través de comunicaciones telefónicas y mediante el envío por correo de bosquejos. El diseño ganó un premio de la Industrial Design Society y fue seleccionada por el MoMA para la American Art and Design Exhibition celebrada en París en 1955.
Inicialmente se produjo en tres colores: negro, blanco hueso, rojo mandarina y gris nube. Posteriormente, aunque infrecuentemente, se fabricó en color verde oliva y caoba. También se produjeron algunas unidades de color lavanda, blanco perla, turquesa, rosa y lima.
Se anunciaba con unas dimensiones de 3 x 5 x 1,25 pulgadas y un peso de 340 gramos incluyendo la batería. Venía en una caja de cartón con el color estampado en su punta. Se podía adquirir un auricular opcional por 7,50 dólares.
Los cuatro triángulos rojos que estaban impresos en el dial señalaban las frecuencias CONELRAD de 640 y 1240 kHz, un sistema de transmisión pública de mensajes emergencia de defensa civil que existió durante la Guerra Fría.

## Circuitos

Diagrama de los componentes de la Regency TR-1. Los cuatro transistores que la componían son los indicados como: VT1 (transistor de conversión); VT2 y VT3 (transistores de frecuencia intermedia); VT4 (transistor de salida de audio). Tp1, Tp2 y Tp3 corresponden a los transformadores de frecuencia intermedia. Tp4 corresponde al transformador de audio de salida hacia el altavoz.

La TR-1 era un receptor superheterodino compuesto por cuatro transistores n-p-n y un diodo. Contenía una etapa de conversión de un único transistor, seguida por dos etapas de amplificación de frecuencia intermedia. Luego de la detección, una etapa de un único transistor amplificaba la frecuencia del sonido. Todas las etapas de amplificación usaban amplificadores de emisor común. Las etapas estaban acopladas por transformadores, para la etapa de frecuencia intermedia con transformadores sintonizados y un transformador de audio en miniatura para el altavoz. Los transformadores de frecuencia intermedia estaban apareados con capacitores y sintonizados a mano a la frecuencia intermedia de 262 kHz.
El receptor tenía control automático de ganancia. El nivel de corriente continua de la señal detectada era filtrada por un gran capacitor y usada para controlar la ganancia de la primera etapa de frecuencia intermedia.
La batería de 22,5 voltios (tipo Eveready 412), aunque es poco común hoy en día se sigue utilizando en algunos dispositivos y en 2015 se seguía comercializando. El voltaje mínimo necesario es mucho mejor, cerca de los 15 voltios. El capacitor electrolítico se conecta en paralelo a la batería, mejorando la estabilidad pero se dañaría si se conecta la batería con la polaridad invertida. El interruptor de encendido estaba integrado junto al control de volumen.

## Fabricación
Regency comenzó a fabricar la TR-1 el 25 de octubre de 1954. La fabricación fue un esfuerzo colectivo de varios fabricantes estadounidenses. Los transistores y transformadores era de Texas Instruments (Dallas). Los capacitores eran de International Electronics, Inc (Nashville), Erie Electronics (Erie, Pennsylvania) y Centralab (Milwaukee, Wisconsin). Los altavoces eran de Chicago Telephone Supply (Elkhart, Infiana). El capacitor de sintonización era de Radio Condenser Co. (Camden, New Jersey). La placa base la fabricó Croname (Chicago) con componentes provistos por Richardson Company (Melrose Park, Illinois e Indianapolis). La caja de plástico de la TR-1 la fabricó Argus Plastics (Indianapolis).